# Nightmare Before Christmas
Nightmare Before Christmas (Tim Burton's The Nightmare Before Christmas) è un film d'animazione del 1993 diretto da Henry Selick, ideato e co-prodotto da Tim Burton, per conto della Touchstone Pictures (di proprietà della The Walt Disney Company) e da Skellington Pictures, e distribuito dalla Buena Vista International.
Il film ha origine da una storia in forma di poesia scritta da Burton nel 1982, mentre lavorava come animatore presso la Walt Disney Productions. Con il successo ottenuto da Vincent nello stesso anno, quest'ultimo iniziò a considerare di sviluppare Nightmare Before Christmas come un cortometraggio o un special televisivo, ma senza esito. Nel 1990, Burton stipulò un accordo di sviluppo con i Walt Disney Studios e la produzione del film iniziò nel 1991. Inizialmente la Disney distribuì il film attraverso la Touchstone Pictures perché riteneva il film troppo oscuro e spaventoso per i bambini.
Scritto da Caroline Thompson, la trama vede protagonista Jack Skeletron, re delle zucche della Città di Halloween, che decide di dare una svolta alla sua vita per capire cos'è il Natale. Il cast vocale è composto da Chris Sarandon, Catherine O'Hara, Ken Page e William Hickey.
Il film ha avuto un successo di critica al momento della sua distribuzione, guadagnandosi elogi per l'animazione (in particolare l'innovazione della forma d'arte in stop-motion), i personaggi, le canzoni e la colonna sonora. Sebbene all'inizio abbia avuto un modesto successo al botteghino, con il passare del tempo è diventato un film di culto. È stato candidato all'Oscar per i migliori effetti speciali, il primo per un film d'animazione, ma ha perso contro Jurassic Park. Da allora il film è stato ristampato dalla Walt Disney Pictures e ripubblicato ogni anno in Disney Digital 3-D dal 2006 al 2009, diventando così il primo film d'animazione in stop-motion interamente convertito in 3D.
Nel 2023 il film è stato selezionato per la conservazione nel National Film Registry degli Stati Uniti dalla Biblioteca del Congresso come "culturalmente, storicamente o esteticamente significativo".

## Trama
Il Paese di Halloween è un mondo nel quale vivono tutti i mostri della festività, governati da Jack Skeletron, il re delle zucche. Tutto ruota intorno alla festa del 31 ottobre, i cui preparativi durano l'intero anno. Jack, tuttavia, ha iniziato a perdere interesse per Halloween e a stufarsi di dedicare la sua esistenza a spaventare gli altri. Dopo l’ennesima celebrazione della festa, vaga depresso per il cimitero del paese per poi oltrepassare i confini del suo regno insieme al suo cane fantasma Zero, mentre viene osservato da lontano da Sally, una bambola di pezza vivente che è segretamente innamorata di lui. 
Dopo aver vagato come sonnambulo per tutta la notte, al levar del sole Jack si ritrova in uno strano bosco dove è presente uno spiazzo circondato da sette alberi con delle porte incise sul tronco, ognuna rappresentante un diverso simbolo delle festività: Halloween, Natale, Pasqua, Ringraziamento, giorno dell'Indipendenza, San Valentino e San Patrizio. Jack è particolarmente attratto dalla porta raffigurante un albero di Natale: non appena la apre viene risucchiato nella città del Natale, un luogo pervaso da un'aria di gioia e ricco di neve e luci colorate. La città è governata da Babbo Natale, che, proprio come il Paese di Halloween, ogni anno si prepara al 25 dicembre. Jack rimane estasiato e affascinato dall'atmosfera natalizia dopo aver vissuto per anni in una città lugubre e paurosa, tanto da desiderare di portare un po’ di quell’allegria e di quel calore anche al Paese di Halloween.
Tornato a casa, Jack raduna gli abitanti, mostrando loro oggetti che caratterizzano il Natale, ma i cittadini non riescono a comprenderne il vero significato, continuando a interpretare il Natale attraverso i soliti canoni di Halloween. A Jack, quindi, non resta altro che spiegare loro il Natale nell'unico modo in cui possono capirlo: racconta che il capo ha una voce profonda, delle chele al posto delle mani, vola in cielo con una slitta trainata da animali mostruosi e si fa chiamare Babbo Nachele. Il re delle zucche tuttavia si chiude in casa e inizia a condurre vari esperimenti per capire fino in fondo il reale significato del Natale. Dopo giorni di infruttuose ricerche, in preda all’ossessione, giunge alla conclusione che per riuscire a capirlo deve organizzarlo anche lui. Di conseguenza, decide di sostituirsi a Babbo Natale e assegna ai residenti molti lavori a tema natalizio, tra cui cantare canti natalizi, fare regali e costruire una slitta-bara trainata da renne scheletriche.
Sally ha una premonizione infausta circa il piano di Jack e tenta di convincerlo a ripensarci, ma lui è ormai troppo preso dalla sua mania natalizia per ascoltarla. Il sovrano ingaggia perfino tre bambini mostruosi e servi del Bau Bau, mostro reietto, amante del gioco d’azzardo e odiato da tutti gli abitanti perché malvagio, affinché rapiscano Babbo Natale in modo da portare i doni al posto suo. Tuttavia, raccomanda loro di non fare parola di questo al loro padrone e di trattare Babbo Natale con la massima cura e gentilezza, ma le tre pesti, dopo aver eseguito il loro compito, lo portano dal Bau Bau, che lo imprigiona nel suo covo e intende mangiarlo.
La sera della vigilia, Jack, vestito da Babbo Natale, si prepara a consegnare i regali a tutti i bambini del mondo. Sally tenta di nuovo di fermarlo creando una fitta nebbia, ma Zero, grazie al suo naso luminoso, riesce a guidare la slitta del padrone. I piani di Jack, però, non andranno come previsto: i regali preparati dai cittadini di Halloween, che avevano frainteso il significato del Natale – credendo che si trattasse di regalare cose spaventose – si rivelano infatti troppo pericolosi e macabri per i bambini e le loro famiglie. La situazione degenera al punto che, a causa di questi regali, la popolazione contatta le autorità, che la incaricano di chiudere a chiave le proprie case per protezione. 
Alla fine, dopo essere stato accertato come il falso Babbo Natale che è, Jack viene abbattuto dalla contraerea militare mentre è in volo sulla slitta e precipita con tutto il carico in un cimitero. 
Nel frattempo, Sally scopre dov'è il vero Babbo Natale e prova a liberarlo mentre distrae il Bau Bau, ma viene catturata anche lei. 
Tutto il Paese di Halloween si dispera per Jack, credendolo defunto. Lo scheletro, in realtà, è sopravvissuto alla caduta e inizialmente si intristisce nel rendersi conto del disastro che ha causato, per poi riflettere che l'esperienza gli è comunque servita per riaccendere il suo amore per Halloween e ricordargli il suo ruolo di Re del terrore. Tuttavia, si rende anche conto che deve rimediare al suo errore e salvare il Natale: torna così di corsa nel Paese di Halloween per liberare Babbo Natale e Sally. 
Entrato nella tana del Bau Bau, libera i due e il mostro tenta di ucciderlo con le sue trappole mortali, per poi tentare di scappare. Jack, afferrando un filo pendente del suo sacco, lo scuce, uccidendolo. Jack si scusa con Babbo Natale che, nonostante sia ancora arrabbiato con lui per aver tentato di sottrargli la festa, assicura di potere ancora salvare il Natale: dopo essere volato fuori dalla tana del Bau Bau, riesce a ristabilire la pace nel mondo sostituendo i giocattoli distribuiti da Jack con quelli autenticamente costruiti dai suoi elfi. 
Nel frattempo, tutta la città di Halloween celebra gioiosamente il ritorno del re delle zucche. Babbo Natale, volando con la sua slitta sopra la città di Halloween, dimostra di aver perdonato Jack per quello che ha combinato, regalando a lui e agli abitanti una nevicata in città e augurando a tutti un felice Halloween. Questo dono realizza in un certo senso il sogno originale di Jack e fa sì che tutti gli abitanti realizzino finalmente il vero spirito del Natale. Alla fine, Sally e Jack dichiarano il loro amore reciproco e si baciano al chiaro della luna, nel paesaggio innevato.

## Personaggi
- Jack Skeletron (Jack Skellington): protagonista del film, è uno scheletro che detiene il titolo di Re delle Zucche. È popolare tra i residenti del Paese di Halloween, grazie alla sua personalità affascinante e alla sua disponibilità ad accontentare le loro richieste. Nonostante la sua mancanza di inibizione, ha buone intenzioni. È responsabile delle cerimonie di Halloween. Dopo aver ripetuto la stessa routine per anni, sente svanire l'ispirazione per la sua festa. Quando scopre la Città del Natale, ne rimane affascinato e ispirato. Alla fine del film si innamora di Sally.
- Sally: è una bambola di pezza, creata dal dottor Finklestein come sua compagna. La loro relazione è piuttosto tesa, poiché Finkelstein insiste nel tenere Sally sotto chiave, con il pretesto di proteggerla dall'eccitazione del mondo esterno. Tuttavia Sally è irrequieta, curiosa, amorevole, premurosa, intelligente e timida. Ha arti staccabili imbottiti di foglie autunnali e spesso cade a pezzi, portando spesso con sé ago e filo per ricucirsi insieme. Nonostante il suo aspetto, Sally è forse l'abitante meno spaventoso del Paese di Halloween e ha una buona sensibilità per ciò che è giusto. Jack sembra ignaro dei veri sentimenti di Sally per lui, poiché è troppo timida per farglielo capire se non attraverso le sue dolci azioni fino alla fine del film.
- Bau Bau (Oogie Boogie): è il principale antagonista, la nemesi di Jack Skeletron e "reietto" del Paese di Halloween, è un sacco di juta, cucito malissimo e riempito di insetti e da un serpente, che a volte sbucano fuori dai suoi occhi o dalla sua bocca. Vive in una tana sotterranea arredata a metà tra un casinò e una camera della tortura, suggerendo che è dipendente dal gioco d'azzardo (questo è rafforzato dal suo uso dei dadi). Nel climax del film cerca di uccidere Sally e Babbo Natale, ma viene sconfitto da Jack. Il nome originale del personaggio è Oogie Boogie derivato da Boogeyman (uomo nero); nella versione italiana è ricavato dal Babau.
- Vado, Vedo e Prendo (Lock, Shock e Barrel): sono tre bambini presentati come gli "scagnozzi" del Bau Bau. Sembrano essere antieroi o semplicemente personaggi caotici neutrali, poiché agiscono per la maggior parte di coloro che li chiamano indipendentemente dall'allineamento morale e, a causa della loro giovane età, sembrano essere motivati dalla noia invece che da reali intenzioni maligne. Jack li manda per rapire Babbo Natale. All'inizio catturano accidentalmente il coniglietto pasquale, dopodiché Jack dice loro di scusarsi e li rimanda indietro. In seguito catturano Babbo Natale e lo presentano a Jack, dopodiché lo portano alla tana del Bau Bau, dove viene minacciato e schernito. Una volta che Jack ha sconfitto il Bau Bau e salvato Babbo Natale, un portello sopra si apre e Vado, Vedo e Prendo appaiono ora protagonisti, dopo aver condotto il sindaco alla tana del Bau Bau per trovarli. Vado è il capo, ma non sempre riflette a fondo e gli piace solo essere al comando. Indossa un costume da diavolo rosso. Gli piace avere un'alta considerazione di se stesso e si arrabbia quando gli altri lo insultano o prendono l'iniziativa; tuttavia, segue le idee degli altri se non riesce a inventare qualcosa da solo. Vedo è la femmina, nonché la più anziana, la più astuta e la più intelligente dei tre. Indossa un costume da strega viola, e parla con una voce acuta da ragazza. Tende ad essere impaziente, spesso prende l'iniziativa in molti piani e le piace avere ragione. Prendo è il più giovane, e considerato il più stupido dei tre piantagrane, nonostante le sue proteste contrarie. Indossa un costume da scheletro, e di solito è quello che pilota la vasca da bagno che il trio usa come mezzo di trasporto. Vado e Prendo spesso litigano su chi è più intelligente prima di essere fermati da Vedo.
- Dottor Finklestein: uno scienziato e inventore di zombie, creatore di Sally, che abita nel paese di Halloween. Viene raffigurato come uno scienziato pazzo pallido come un lenzuolo con una bocca simile a un becco d'anatra e una calotta cranica incernierata che può aprire per rivelare il suo cervello. Il suo vero nome viene menzionato nel film solo quando il sindaco lo chiama in prima linea per il suo incarico di Natale. In occasione del Natale costruisce la slitta volante e le renne di Jack. Si muove sempre su una sedia a rotelle motorizzata perché paraplegico.
- Babbo Natale: soprannominato Babbo Nachele (Sandy Claws) da Jack Skeletron, è il leader del paese di Natale che viene rapito da Vado, Vedo e Prendo e quasi ucciso da Bau Bau.
- Sindaco: il sindaco della città di Halloween. È raffigurato come un uomo basso e grasso, che ha l'aspetto di un gigantesco candy corn con una testa a doppia faccia a forma di cono, indossa un cappello incredibilmente alto, una cravatta a ragno e un nastro dell'ufficio con la scritta "major" (sindaco). Ha il corpo a forma triangolare e possiede una doppia personalità simboleggiata dalla sua testa che può ruotare di 360° e con due facce: una rosea e felice, l'altra bianca e triste. A seconda dell'umore del sindaco, la sua testa ruota per mostrare la faccia destra con un forte clic. Quando non viene utilizzata, l'altra faccia ha gli occhi chiusi ed è considerata dormiente.
- Zero: è il cane fantasma di Jack che fluttua liberamente e segue Jack ovunque vada. Il suo naso, che ha la forma di un luminoso jack-o'-lantern arancione, funge anche da luce brillante per guidare la slitta in mezzo alla nebbia causata dalla pozione di Sally.
- Abitanti della città di Halloween: hanno un aspetto spaventoso, talvolta repellente. Tra questi figurano personaggi tipici del mondo dell'horror come il Clown, i Vampiri, il Lupo mannaro, il Ciclope, i Diavoli, le Streghe e Behemoth. Altri invece, come Demone Arlecchino, il Mostro sotto le scale, e L'albero degli impiccati, sono stati inventati appositamente per il film. A parte il Bau Bau, nessun abitante della città è propriamente malvagio, semplicemente è nella loro natura spaventare: per questo quando tentano di creare regali di Natale per i bambini riescono a fare solo cose paurose e pericolose.

## Produzione
Nightmare Before Christmas non nacque subito come film. L'idea iniziale proviene da un ricordo di Burton quando ha visto, con l'avvicinarsi delle festività natalizie, un negoziante rimuovere le decorazioni di Halloween per far spazio a quelle di Natale: da ciò è nata una sua poesia illustrata, realizzata quando lavorava per la Disney, e da cui prende ispirazione il film. La Disney tuttavia non approvò l'idea a causa dei temi dai toni decisamente dark.
Tra il 1990 e il 1993, Burton si occupò delle pellicole Edward mani di forbice e Batman - Il ritorno, e dopo aver ottenuto un enorme successo riprese Nightmare Before Christmas affidando la regia all'amico e socio Henry Selick, che girò il film con l'esplicito intento di realizzare un classico natalizio, come Rudolph la renna dal naso rosso o Il Grinch, e collaborò con altri tre sceneggiatori per la stesura definitiva. La Disney, non ancora convinta del progetto, decise di produrre il film insieme alla Touchstone Pictures. Burton non poté dirigere il film a causa del suo impegno su Batman - Il ritorno e poiché non voleva essere coinvolto nel processo faticosamente lento del «passo uno».
Il titolo del film è una parodia del titolo di una celebre poesia natalizia, attribuita a Clement Clarke Moore, The Night Before Christmas.
In una scena del film è presente un riferimento al film di Tim Burton del 1988 Beetlejuice - Spiritello porcello, quando il bambino che ha appena ricevuto il regalo da Jack, lo scarta e vi trova scioccato una piccola testa mozzata, simile a quella di un personaggio che nel film è seduto accanto al ghul nella sala d'aspetto dell'aldilà, e ha una testa rimpicciolita rispetto al corpo.

### Scene tagliate
Durante la realizzazione del film, i produttori hanno dovuto cancellare o modificare 3 storyboard e 4 scene.

#### Storyboard
- Behemoth canta in una parte di Far Natale.
- Dopo la prima strofa della canzone di Bau Bau c'è un ritornello rimosso per difficoltà tecniche: "Se ho un formicolio e non ho molto da fare, faccio un'infornata di serpente e un ragno da stufare (Babbo Natale disgustato). E sapete cosa lo renderà davvero gustoso, un involtino di Babbo Nachele davvero succoso. Oh, oh! uho, uho! (x 3 volte) Sono Mr Bau Bau, gente!"
- Invece che un sacco d'insetti, i produttori avevano deciso di mettere il dottor Finklestein dentro il sacco del Bau Bau per dare una lezione a Sally.

#### Scene animate
- Al posto della zucca, i vampiri giocavano a hockey con la testa di Tim Burton.
- Durante la canzone di Bau Bau. Dopo che lui dice a Nachele: "Intendo fare del mio meglio" dovrebbe partire una parte strumentale ballata dalla sua ombra, ma è stata tagliata per motivi di tempo (17 secondi).
- Quando Babbo Nachele e Sally stanno per cadere nella lava avrebbe dovuto esserci una scena in cui Vado, Vedo e Prendo si godevano la scena nella gabbia, mangiando pop-corn e bibite, esultando anche per la presunta morte di Jack.
- Jack giunge alla casa di Vado, Vedo e Prendo, si accorge dei tre che si stanno godendo il supplizio di Sally e Babbo Natale, come al cinema, capisce il ruolo dei ragazzini nella situazione, li fa scappare e usa la loro gabbia per scendere nel covo del Bau Bau.

## Colonna sonora
La colonna sonora è stata scritta e interpretata da Danny Elfman. Le canzoni furono composte assieme a Tim Burton, con la sua supervisione ispirandosi ai disegni realizzati dallo stesso. La voce nel parlato è dell'attore Chris Sarandon mentre le parti cantati sono proprio di Elfman. Il musicista racconta che in quel periodo era il front man di una band new wave e rock (gli Oingo Boingo) e rappresentare la band stando al centro dell’attenzione era il suo compito, anche se l’unica cosa che iniziava a desiderare era fuggire via. In questo si sentì simile al protagonista di Nightmare Before Christmas, re delle zucche ormai stanco di essere sempre uguale a sé stesso e di accontentare le aspettative degli altri senza prendere in considerazione le sue. Nell'edizione italiana, la colonna sonora è stata curata da Carla Vistarini (per i testi delle canzoni cantate da Renato Zero nella parte di Jack) e da Ermavilo (per le restanti canzoni e per la direzione musicale), ed è uscita nei negozi nel 1993 per Sony Records. Nel 2006 è uscita una versione speciale con due cd uno dei quali conteneva la colonna sonora originale, l'altro conteneva cover delle canzoni del film interpretate da Fall Out Boy, Panic! at the Disco, Marilyn Manson, Fiona Apple e She Wants Revenge, e sei tracce demo prodotte da Danny Elfman.
Nel 2008 è stato pubblicato Nightmare Revisited, un album di cover nel quale alcuni musicisti – come Marilyn Manson o gli Amiina – rivisitano le canzoni del film.

## Distribuzione
Il film è stato presentato in anteprima al New York Film Festival il 9 ottobre 1993. La pellicola venne distribuita nelle sale cinematografiche statunitensi il 29 ottobre 1993, mentre nelle sale italiane il 5 dicembre 1994. Il film nella sua versione speciale 3D viene pubblicato il 30 novembre 2007.
Un'ultima edizione è stata riproposta nel 2020, con un restauro da parte della Industrial Light & Magic, incassando oltre 1 milione di dollari.

### Edizione italiana
La direzione del doppiaggio e i dialoghi italiani sono a cura di Francesco Vairano, mentre la direzione musicale e i testi delle canzoni sono di Ermavilo e Carla Vistarini, per conto della Angriservices Edizioni.

### Riedizione in 3D
Il 20 ottobre 2006, negli Stati Uniti d'America, è uscita nelle sale la riedizione Nightmare Before Christmas 3D ma stavolta a produrlo è la Walt Disney Pictures. Il film era visualizzabile stereoscopicamente grazie all'utilizzo di appositi occhialini. In occasione di questa riedizione, è uscito anche un cd musicale contenenti alcune delle canzoni del film riarrangiate da famosi cantanti e famose band (come ad esempio la canzone This Is Halloween cantata da Marilyn Manson), nella versione 3D in lingua originale la prima versione iniziale della canzone This is Halloween è stata sostituita con quella rifatta in stile punk rock da Manson. In Italia la nuova versione 3D è stata presentata il 5 settembre 2007 alla 64ª Mostra internazionale d'arte cinematografica di Venezia in occasione del Leone d'oro alla Carriera per Tim Burton. In Italia la riedizione in 3D del film d'animazione è uscita il 30 novembre 2007 solo nelle sale cinematografiche che possiedono la tecnologia 3D.

## Accoglienza

### Incassi
Alla sua prima uscita nelle sale, Nightmare Before Christmas ha incassato 50 milioni di dollari ed è stato considerato un "successo dormiente".
Ha incassato altri 11,1 milioni di dollari lordi al botteghino quando è stato ridistribuito nel 2006. Altre uscite nel 2007, 2008, 2009 e 2020 hanno incassato rispettivamente 15,8 milioni di dollari, 2,5 milioni di dollari 2,3 milioni di dollari, aumentando l'incasso totale del film a 91,2 milioni di dollari.
Il boom delle vendite arrivò nel 2003, quando, in occasione del 10º anniversario, la Touchstone Pictures pubblicò il DVD in edizione speciale. Da allora Nightmare Before Christmas divenne un vero e proprio fenomeno commerciale, che vide la luce di numerosi gadget, capi d'abbigliamento, CD e videogiochi ad esso dedicati. È stato disegnato un manga realizzato da Jun Asuka in cui vengono ripercorsi gli eventi del film dal punto di vista di Sally e anche pubblicata una serie di libri, ambientati nel mondo del film.
Il fenomeno divenne presto anche una moda giovanile (con accessori o vestiti raffiguranti i personaggi del film), nella fattispecie tra i gotici, affascinati probabilmente dal look lugubre e oscuro dei personaggi. In quest'ultimo campo, il successo fu talmente grande da far assumere ai capi d'abbigliamento un'identità propria nel mercato, distaccata da quella del film: molti ragazzi che indossano capi d'abbigliamento di Nightmare Before Christmas, non conoscono il relativo film o l'hanno solo sentito nominare.

### Critica
Su Rotten Tomatoes, il film ha un indice di approvazione del 95% basata su 108 recensioni, con una valutazione media di 8,4/10. Il consenso della critica del sito recita: "The Nightmare Before Christmas è un lavoro di animazione stop-motion straordinariamente originale e visivamente delizioso". Su Metacritic il film ha un punteggio medio ponderato di 82 su 100, basato su 31 critici, che indica "un plauso universale". Si è posizionato al 242º posto nella Top 250 di IMDb, con un punteggio di 8,0 su 10.
Il critico statunitense Roger Ebert ha dato una recensione molto positiva, credendo che gli effetti visivi del film fossero rivoluzionari quanto Guerre stellari, tenendo conto che questo era «pieno di immaginazione che ci trasporta in un nuovo mondo». Peter Travers di Rolling Stone l'ha definito un ripristino di «originalità e audacia del genere Halloween. Questo abbagliante mix di divertimento e paura fa esplodere anche l'idea che l'animazione sia roba per bambini [...] sono 74 minuti di magia cinematografica senza tempo». James Berardinelli ha dichiarato: «Nightmare Before Christmas ha qualcosa da offrire praticamente a tutti. Per i bambini, è una fantasia che celebra due festività. Per gli adulti, è un'opportunità per sperimentare un intrattenimento leggero mentre si meraviglia di quanto Hollywood sia diventata abile in queste tecniche. Ci sono canzoni, risate e un po' di romanticismo. In breve, Nightmare Before Christmas fa quello che intende: intrattenere».
Desson Thomson del Washington Post ha apprezzato le somiglianze del film con gli scritti di Oscar Wilde e dei fratelli Grimm, così come Il gabinetto del dottor Caligari e altri film espressionisti tedeschi. Michael A. Morrison discusse l'influenza de Il Grinch di Dr. Seuss nel film, scrivendo che Jack Skeletron è parallelo al Grinch e Zero è parallelo a Max, il cane del Grinch.

## Riconoscimenti
- 1994 – Premio Oscar
  - Candidatura Migliori effetti speciali a Pete Kozachik, Eric Leighton, Ariel Velasco-Shaw e Gordon Baker
- 1994 – Golden Globe
  - Candidatura Migliore colonna sonora originale a Danny Elfman
- 1994 – Saturn Award
  - Miglior film fantasy
  - Miglior colonna sonora a Danny Elfman
  - Candidatura Miglior regia a Henry Selick
  - Candidatura Migliori effetti speciali a Ariel Velasco-Shaw, Eric Leighton e Gordon Baker
- 1994 – Annie Award
  - Miglior regia a Henry Selick
  - Miglior animazione dei personaggi a Deane Taylor
  - Candidatura Miglior film d'animazione
- 1994 – Dallas-Fort Worth Film Critics Association Award
  - Miglior film d'animazione
  - Candidatura Miglior film
- 1994 – Premio Hugo
  - Candidatura Miglior rappresentazione drammatica a Henry Selick, Caroline Thompson, Michael McDowell, Tim Burton
- 1994 – Nickelodeon Kids' Choice Awards
  - Miglior film
- 1994 – Young Artist Award
  - Candidatura Miglior film d'azione/d'avventura per la famiglia
- 1993 – Fangoria Chainsaw Awards
  - Candidatura Miglior film dalla grande distribuzione
- 1994 – Cahiers du cinéma
  - Candidatura Miglior film a Henry Selick
- 1993 – Awards Circuit Community Awards
  - Candidatura Migliori effetti visivi
  - Candidatura Miglior colonna sonora originale a Danny Elfman
- 2014 – 20/20 Awards
  - Miglior colonna sonora
  - Candidatura Miglior canzone originale (Mister Bau Bau)
  - Candidatura Miglior canzone originale (La canzone di Sally)
  - Candidatura Miglior canzone originale (This Is Halloween)
  - Candidatura Migliori effetti speciali
- 2023
  - è stato selezionato per la conservazione nel National Film Registry degli Stati Uniti dalla Biblioteca del Congresso come "culturalmente, storicamente o esteticamente significativo".

## Altri media

### Prequel e sequel videoludici
Oltre al film, vi sono un prequel e un sequel videoludici: Nightmare Before Christmas: Il Re di Halloween per Game Boy Advance, che si pone come prequel e racconta del primo incontro tra Jack e il Bau Bau, e Nightmare Before Christmas: Attenti al Bau Bau! per Xbox e PlayStation 2, che si pone come sequel e narra della resurrezione del Bau Bau e della sua vendetta su Jack. Questi videogiochi vennero prodotti seguendo la scia del successo che Nightmare Before Christmas ottenne nei primi anni del 2000, dovuti all'uscita in DVD del suddetto film.
Oltre ai giochi direttamente dedicatigli, il mondo di Nightmare Before Christmas appare anche nella saga di Kingdom Hearts.

### Manga, fumetti e libri
Il film è stato adattato nel manga Tim Burton's The Nightmare Before Christmas, creato da Jun Asuka e pubblicato in Giappone nel 2004. La serie consta di un volume tankōbon ed è giunta in Italia a partire dal 10 dicembre 2008 nella collana Disney Manga. Nel 2021, il volume viene ristampato in una nuova edizione deluxe con il titolo  The Nightmare Before Christmas Deluxe nella collana Disney Planet. Un altro manga dal titolo The Nightmare Before Christmas - Il viaggio di Zero, che si svolge dopo gli eventi del film (e del gioco), è stato pubblicato dalla stessa casa editrice nel 2019-2020 (di cui è composto da quattro volumi con le vignette colorate) e una versione Omnibus nel 2024 (che va a riunire tutti i quattro volumi ma, stavolta, le vignette sono le classiche bianche e nere). La storia vede Zero, il cane fantasma di Jack, perdersi nella città del Natale, mentre Vado, Vedo e Prendo vanno a salvarlo. 
Nel 2022 esce il libro Lunga vita alla Regina delle Zucche e pubblicato da Giunti nel 2023, scritto dalla scrittrice best seller Shea Ernshaw incentrato unicamente sul personaggio di Sally. Raccontato in prima persona, la storia si svolge un anno dopo gli eventi del film, di cui Sally e Jack si sono sposati e che la prima ha ereditato il titolo di Regina delle Zucche. Lei, però, si sente oppressa, definendo questa "prigionia" peggiore di quella del suo creatore, il dottor Finklestein. Così, proprio come fece Jack nel film, Sally passeggia nell'entroterra e, oltre a trovare i Sette alberi delle feste, trova anche un'altra porta misteriosa, la Città dei Sogni, la quale, una volta aperta, fuoriesce Sandman (in italiano Uomo del Sonno), che, grazie alla sua sabbia, non solo fa addormentare tutti gli abitanti della Città di Halloween, ma anche quelli delle altre feste e gli esseri umani. Sally, unica ancora sveglia, dovrà trovare il modo per svegliare tutti, anche per salvare la festa di Halloween che sarebbe arrivata a momenti. Questa storia, tra l'altro, rivela il fatto che Sally non è la creazione del dottor Finklestein, bensì la figlia dei governatori della Città dei Sogni, Albert e Greta, i quali si erano ribellati al loro re, Sandman, e che poi l'abbiano cacciato via dalla città. Questo potrebbe fare intuire che l'autrice abbia voluto ripristinare l'idea che il dottor Finklestein fosse l'antagonista del film, poiché il dottore, in questa storia, abbia voluto rapire Sally all'età di dodici anni e che poi abbia creato una pozione per farle dimenticare tutto.
Nello stesso anno esce il fumetto La battaglia per il Re delle Zucche. La storia è un prequel del film, di cui è tema centrale l'amicizia tra Jack e il Bau Bau prima che i due diventassero acerrimi nemici. I due bambini, infatti, si dovranno rivaleggiare per ottenere la corona della Città di Halloween, un tempo governata dal vecchio Egdar, il quale, vedendo delle potenzialità nel Bau Bau, decide di aiutarlo andando contro il regolamento previsto. Infatti, lui non vuole lasciare il trono ed è intenzionato a manipolare il Bau Bau per i suoi scopi.